# Schwimmeuropameisterschaften 2006/Medaillenspiegel
Diese Tabelle zeigt den Medaillenspiegel der Schwimmeuropameisterschaften 2006. Die Platzierungen sind nach der Anzahl der gewonnenen Goldmedaillen sortiert, gefolgt von der Anzahl der Silber- und Bronzemedaillen. Weisen zwei oder mehr Länder eine identische Medaillenbilanz auf, werden sie alphabetisch geordnet auf dem gleichen Rang geführt.
Über die 50 Meter Brust der Männer wurden zwei Goldmedaillen vergeben. Im Freiwasserschwimmen über fünf Kilometer der Frauen und bei den 50 Metern Schmetterling der Männer wurden zwei Bronzemedaillen vergeben.
| Medaillenspiegel (Endstand nach 58 Wettbewerben) | Medaillenspiegel (Endstand nach 58 Wettbewerben) | Medaillenspiegel (Endstand nach 58 Wettbewerben) | Medaillenspiegel (Endstand nach 58 Wettbewerben) | Medaillenspiegel (Endstand nach 58 Wettbewerben) | Medaillenspiegel (Endstand nach 58 Wettbewerben) |
| Platz                                            | Land                                             | Gold                                             | Silber                                           | Bronze                                           | Gesamt                                           |
| ------------------------------------------------ | ------------------------------------------------ | ------------------------------------------------ | ------------------------------------------------ | ------------------------------------------------ | ------------------------------------------------ |
| 1                                                | Russland                                         | 16                                               | 7                                                | 3                                                | 26                                               |
| 2                                                | Deutschland                                      | 12                                               | 10                                               | 5                                                | 27                                               |
| 3                                                | Frankreich                                       | 6                                                | 3                                                | 9                                                | 18                                               |
| 4                                                | Italien                                          | 5                                                | 6                                                | 11                                               | 22                                               |
| 5                                                | Ukraine                                          | 5                                                | 4                                                | 5                                                | 14                                               |
| 6                                                | Polen                                            | 5                                                | 2                                                | 1                                                | 8                                                |
| 7                                                | Schweden                                         | 3                                                | 3                                                | 0                                                | 6                                                |
| 8                                                | Vereinigtes Königreich                           | 2                                                | 5                                                | 6                                                | 13                                               |
| 9                                                | Niederlande                                      | 2                                                | 3                                                | 3                                                | 8                                                |
| 10                                               | Ungarn                                           | 2                                                | 2                                                | 5                                                | 9                                                |
| 11                                               | Finnland                                         | 1                                                | 0                                                | 1                                                | 2                                                |
| 12                                               | Spanien                                          | 0                                                | 4                                                | 0                                                | 4                                                |
| 13                                               | Griechenland                                     | 0                                                | 2                                                | 5                                                | 7                                                |
| 14                                               | Österreich                                       | 0                                                | 2                                                | 0                                                | 2                                                |
| 15                                               | Kroatien                                         | 0                                                | 1                                                | 1                                                | 2                                                |
| 16                                               | Norwegen                                         | 0                                                | 1                                                | 0                                                | 1                                                |
| 16                                               | Slowakei                                         | 0                                                | 1                                                | 0                                                | 1                                                |
| 16                                               | Belarus                                          | 0                                                | 1                                                | 0                                                | 1                                                |
| 19                                               | Tschechien                                       | 0                                                | 0                                                | 2                                                | 2                                                |
| 20                                               | Dänemark                                         | 0                                                | 0                                                | 1                                                | 1                                                |
| 20                                               | Rumänien                                         | 0                                                | 0                                                | 1                                                | 1                                                |
| 20                                               | Slowenien                                        | 0                                                | 0                                                | 1                                                | 1                                                |